# Музей Орта
Музей Орта — музей у столиці Бельгії Брюсселі, експозиція якого присвячена життю і творчості архітектора Віктора Орта. Музей розташований в тому ж приміщенні, яке колись було домівкою і творчою майстернею самого Орта. У 2000 році будівля музею разом з трьома будинками, побудованими за проектами Орта (Отель-Тассель, Отель-Сольва, Отель-ван-Етвельде), була внесена в список Всесвітньої спадщини ЮНЕСКО.

## Історія

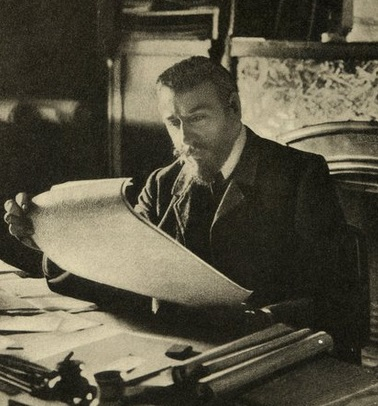
Віктор Орта

Будівля була побудована за проектом та за замовленням самого Орта в 1898—1901 роках. Навіть після закінчення будівництва Орта продовжував вносити зміни у вигляд будинку, у 1906 році до будинку добудували сад. Орта орендував будинок після розлучення, але пізніше став власником і постійним жителем, вніс деякі зміни до інтер'єру. Орта збільшив студію, додав відкриту терасу і в зимовий сад. Вид простору перед будинком змінився після зведення гаража у 1911 році. Будинок був проданий майору Генрі Пінті в 1919, а в 1926 дві частини будівлі були відокремлені одна від одної. Комуна Святого Жиля придбала в 1961 році житлову частину будинку, аби створити там музей митця. В 1967 році була проведена реконструкція будинку під керівництвом Жана-Делі, після чого структура будівлі стала відповідати його музейному призначенням; у 1970-х і 1980-х роках також проводилися різні роботи по реконструкції.

## Опис
Всередині музею знаходиться постійна експозиція, що включає колекцію меблів у стилі модерн, інструменти і предмети мистецтва, документи, пов'язані з життям Орти. Музей організовує тимчасові виставки на теми, пов'язані з його мистецтвом.
Загальна ширина будівлі — 12,5 м, у тому числі 6,7 м житлової частини і 5,8 м студії. Будинок має три поверхи, його покрівля має два скати з обох сторін. Ґанок будинку з каменю і прикрашений металевими поручнями. Будівля відома скляною стелею безпосередньо над головними сходами.